# Air China
Air China é uma empresa aérea estatal da República Popular da China com sede em Beijing. Foi fundada em 1 julho de 1988, ela é uma das principais companhias aéreas chinesas, e a única a ter a bandeira da RPC em toda a frota. Seu logo é uma Fênix.

## História

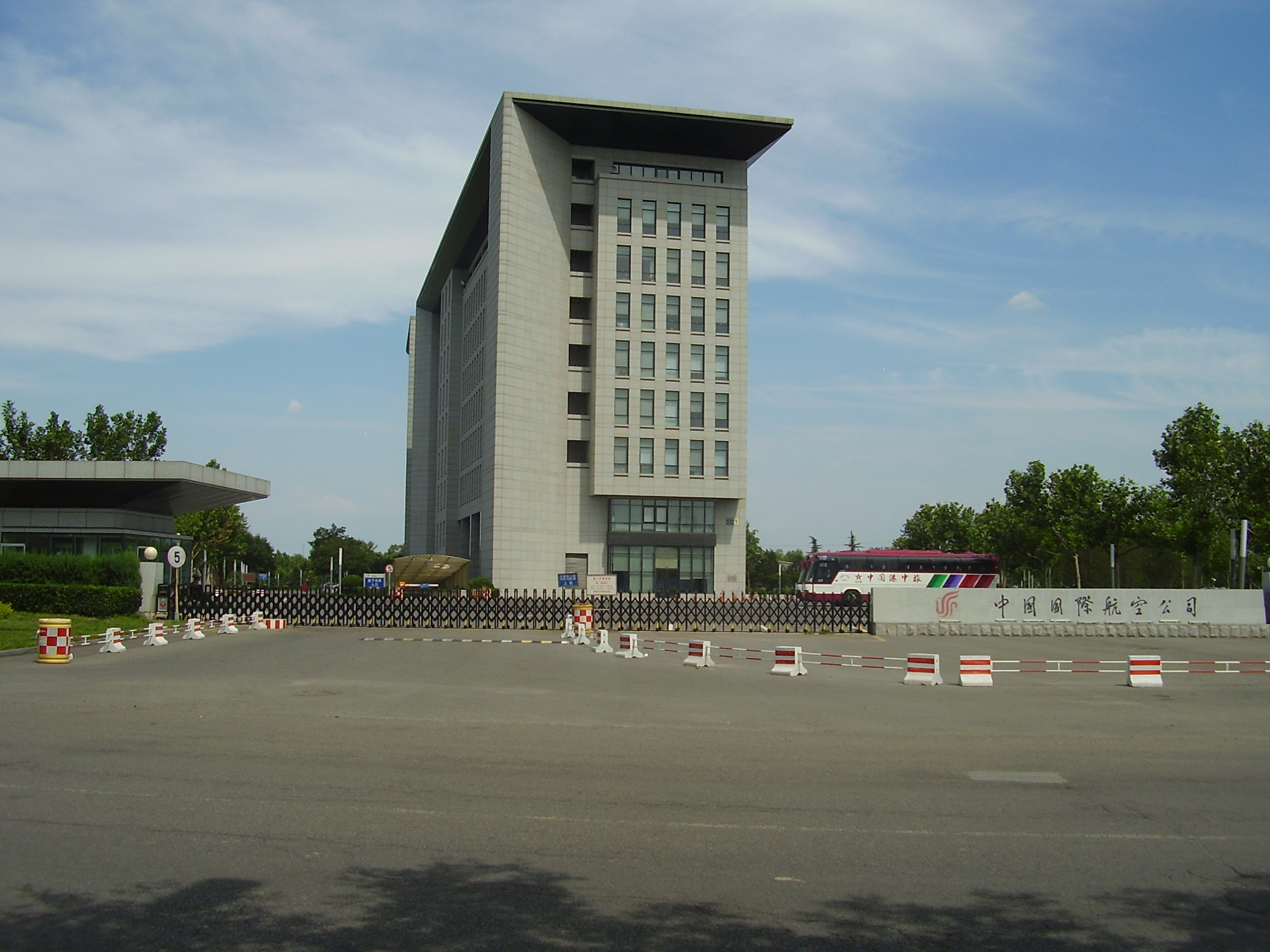
Sede da Air China

A Air China foi fundada em 1 de julho de 1988. Sua formação foi o resultado da decisão do governo de dividir as divisões operacionais da Administração da Aviação Civil da China (AACC) em companhias aéreas diferentes. A AACC foi reestruturada no final de 1987 e dividido em seis companhias aéreas, Air China, China Eastern Airlines, China Southern Airlines, China Northern, China Southwest, e China Northwest. A Air China foi dada a responsabilidade principal para voos intercontinentais e assumiu as aeronaves de longo curso da AACC (Boeing 707, 747 e 767) e as rotas em que foi concedida a autonomia em 1 de julho de 1988. Em janeiro de 2001, as companhias aéreas e a AACC anunciaram que tinham feito um acordo para um plano de fusão, a Air China adquiriu a China Southwest Airlines, antes da aquisição, a companhia aérea Air China foi a companhia mais forte do país.

### Uso
Um avião foi usado no filme Karate Kid (2010), para transportar Dre Parker (Jaden Smith) e sua mãe de Detroit, Estados Unidos para Pequim, China.

## Acordos Codeshare
A Air China é membro da Star Alliance desde 12 de Dezembro de 2007. Os membros da Star Alliance mudaram suas operações para o 3º Terminal do Aeroporto Internacional de Pequim, o principal hub Internacional da Air China.
A Companhia mantém acordos codeshare com as companhias a seguir:
- Air Canada (Star Alliance)
- Air New Zealand (Star Alliance)
- Air Macau
- Alitalia (Skyteam)
- ANA (Star Alliance)
- Asiana Airlines (Star Alliance)
- Austrian Airlines (Star Alliance)
- Avianca Brasil (Star Alliance)
- British Airways (Oneworld)
- Cathay Pacific (Oneworld)
- Dragonair  (Oneworld)
- EgyptAir (Star Alliance)
- El Al
- Ethiopian Airlines (Star Alliance)
- EVA Air
- Finnair (Oneworld)
- LOT Polish Airlines (Star Alliance)
- Lufthansa (Star Alliance)
- SAS (Star Alliance)
- Shandong Airlines
- Swiss International Air Lines (Star Alliance)
- Latam Airlines Brasil (Oneworld)
- TAP Portugal (Star Alliance)
- Turkish Airlines (Star Alliance)
- United Airlines (Star Alliance)
- US Airways (Star Alliance)
- Virgin Atlantic Airways

## Frota

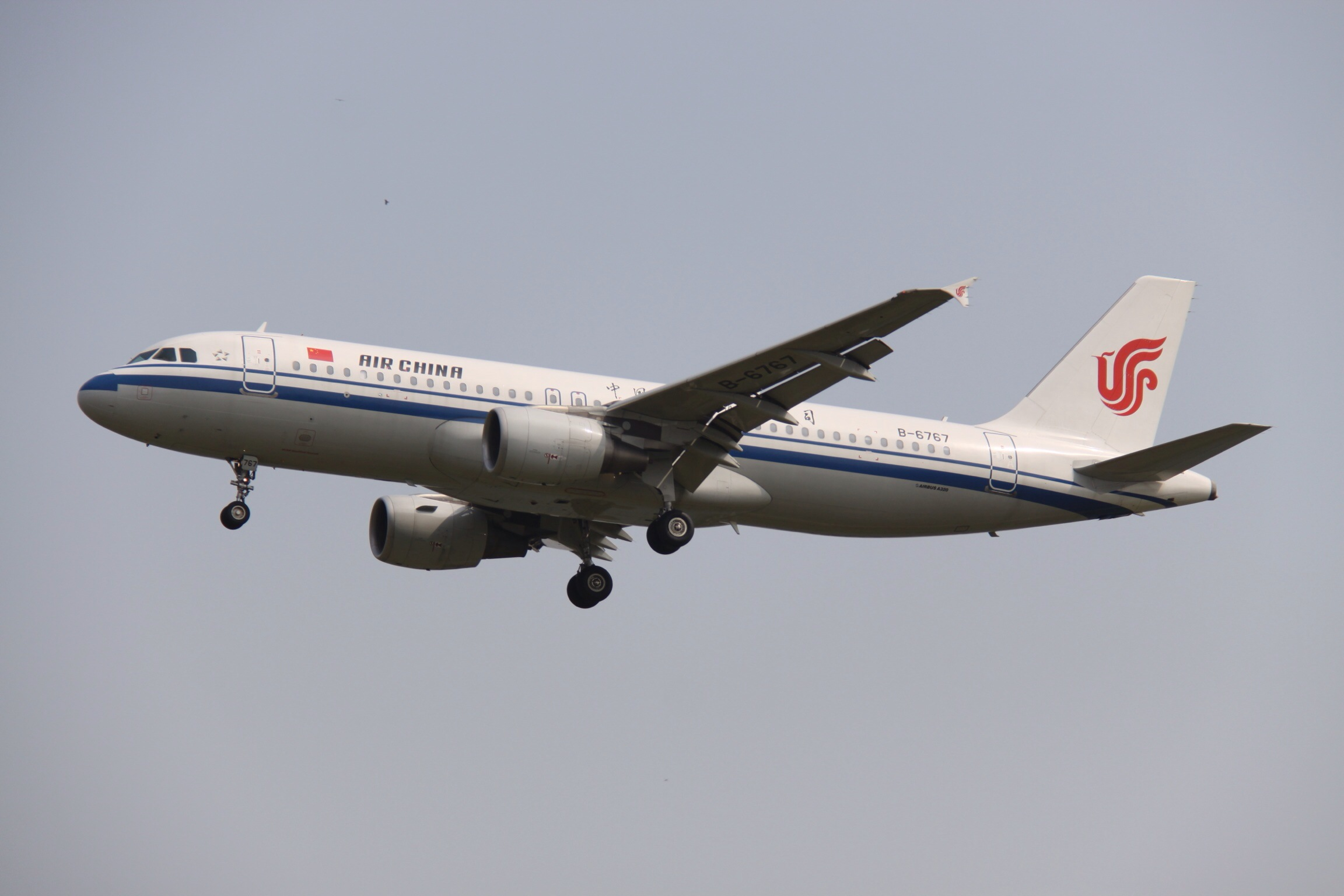
Airbus A320 da Air China.

A frota da Air China em 4 de Janeiro de 2022 é composta por: 
| Frota da Air China | Frota da Air China | Frota da Air China | Frota da Air China          |                |
| Aeronave           | Total              | Pedidos            | Passageiros                 | Nota           |
| ------------------ | ------------------ | ------------------ | --------------------------- | -------------- |
| Airbus A319-100    | 33                 | 0                  | (00/08/120)                 |                |
| Airbus A320-200    | 43                 | 0                  | (00/08/150)                 |                |
| Airbus A320neo     | 44                 | 02                 | (00/08/150)                 |                |
| Airbus A321-200    | 61                 | 0                  | (00/12/173)                 |                |
| Airbus A321neo     | 18                 | 03                 |                             |                |
| Airbus A330-200    | 28                 | 0                  | 16(00/35/215) 04(00/12/271) |                |
| Airbus A330-300    | 28                 | 0                  | (00/20/259)                 |                |
| Airbus A350-900    | 16                 | 04                 |                             |                |
| Boeing 737-700     | 18                 | 0                  | (00/08/120)                 |                |
| Boeing 737-800     | 100                | 0                  | (00/08/159)                 |                |
| Boeing 737 MAX 8   | 16                 | 18                 |                             |                |
| Boeing 747-400     | 03                 | 0                  | (10/42/292)                 | a ser retirado |
| Boeing 747-8       | 07                 | 0                  |                             |                |
| Boeing 777-300ER   | 28                 | 0                  | (08/42/263)                 |                |
| Boeing 787-9       | 14                 | 01                 |                             |                |
| COMAC ARJ21-700    | 07                 | 02                 |                             |                |
| Falcon 7X          | 1                  |                    |                             |                |
| Gulfstream G450    | 1                  |                    |                             |                |
| Total              | 466                | 30                 |                             |                |

A junho de 2024, a empresa confirmou a compra de 100 aviões C919 por menos de 10,8 mil milhões de dólares. No fim de abril a encomenda destas aeronaves já tinha sido realizada, mas a companhia aérea negociou um desconto com a Comac, no entanto o montante não foi divulgado. Estes aviões são rivais direto do Boeing 737 e do Airbus A320, sendo que fazem parte do segmento de fuselagem estreita.